# 月浦站
36°12′13″N 129°21′59″E / 36.203556°N 129.366417°E
月浦站（：／ Wolpo yeok */?）是位於韓國慶尚北道浦項市北區清河面月浦里的一個車站，屬於東海線。

## 車站結構
車站為1面2線島式月台的高架車站。

### 月台配置
| ↑ 浦項 |
| 1 2 \| |
| 長沙 ↓ |

| 月台 | 路線   | 目的地               |
| ---- | ------ | -------------------- |
| 1    | 東海線 | 浦項方向             |
| 2    | 東海線 | 長沙、江口、盈德方向 |

## 歷史
- 2018年1月26日：開通使用。

## 車站周邊
- 月浦初等學校
- 月浦保健診療所
- 月浦郵遞局
- 月浦海水浴場

## 相鄰車站
韓國鐵道公社
東海線
浦項－月浦－長沙